# Správní obvod obce s rozšířenou působností Cheb
Správní obvod obce s rozšířenou působností Cheb je spolu s Aší a Mariánskými Lázněmi jedním ze tří správních obvodů obcí s rozšířenou působností v okrese Cheb v Karlovarském kraji. Správní obvod zahrnuje města Františkovy Lázně, Cheb, Luby, Plesná a Skalná a dalších 16 obcí. Rozloha správního obvodu činí 496,81 km² a v roce 2020 zde žilo 49 955 obyvatel, hustota zalidnění tedy činí 101 obyvatel na km².
Město Cheb je zároveň obcí s pověřeným obecním úřadem. Správní obvod obce s rozšířenou působností Cheb se tedy kryje se správním obvodem pověřeného obecního úřadu Cheb.

## Územní vymezení
Seznam obcí, jejichž územím je správní obvod tvořen, včetně výčtu místních částí (v závorkách). Města jsou vyznačena tučně.
- Dolní Žandov (Horní Žandov, Podlesí, Salajna, Úbočí)
- Františkovy Lázně (Aleje-Zátiší, Dlouhé Mosty, Dolní Lomany, Horní Lomany, Krapice, Slatina)
- Cheb (Bříza, Cetnov, Dolní Dvory, Dřenice, Háje, Horní Dvory, Hradiště, Hrozňatov, Chvoječná, Jindřichov, Klest, Loužek, Pelhřimov, Podhoří, Podhrad, Skalka, Střížov, Tršnice)
- Křižovatka (Nová Ves)
- Libá (Hůrka)
- Lipová (Dolní Lažany, Dolní Lipina, Doubrava, Horní Lažany, Mechová, Mýtina, Palič, Stebnice)
- Luby (Dolní Luby, Horní Luby, Opatov)
- Milhostov (Hluboká, Vackovec)
- Milíkov (Malá Šitboř, Mokřina, Těšov, Velká Šitboř)
- Nebanice (Hartoušov)
- Nový Kostel (Božetín, Čižebná, Horka, Hrzín, Kopanina, Mlýnek, Spálená)
- Odrava (Dobroše, Mostov, Obilná, Potočiště)
- Okrouhlá (Jesenice)
- Plesná (Lomnička, Smrčina, Vackov)
- Pomezí nad Ohří (Hraničná)
- Poustka (Ostroh)
- Skalná (Kateřina, Starý Rybník, Vonšov, Zelená)
- Třebeň (Doubí, Dvorek, Horní Ves, Chocovice, Lesina, Lesinka, Nový Drahov, Povodí, Vokov)
- Tuřany (Lipoltov, Návrší)
- Velký Luh
- Vojtanov (Antonínova Výšina, Mýtinka, Zelený Háj)

## Obyvatelstvo
| Rok  | Obyv.  | ± %     |
| ---- | ------ | ------- |
| 1869 | 55 026 | —       |
| 1880 | 60 433 | +9,8 %  |
| 1890 | 60 506 | +0,1 %  |
| 1900 | 65 722 | +8,6 %  |
| 1910 | 72 466 | +10,3 % |

| Rok  | Obyv.  | ± %     |
| ---- | ------ | ------- |
| 1921 | 71 472 | −1,4 %  |
| 1930 | 80 310 | +12,4 % |
| 1950 | 37 374 | −53,5 % |
| 1961 | 39 944 | +6,9 %  |
| 1970 | 43 878 | +9,8 %  |

| Rok  | Obyv.  | ± %    |
| ---- | ------ | ------ |
| 1980 | 47 710 | +8,7 % |
| 1991 | 47 842 | +0,3 % |
| 2001 | 49 655 | +3,8 % |
| 2011 | 49 743 | +0,2 % |
| 2021 | 47 187 | −5,1 % |